# Vesna Milošević
Vesna Milošević (rođena 29. avgusta, 1955. u Kičevu, FNRJ) je bivša jugoslovenska i srpska rukometašica i osvajačica olimpijske medalje.

## Karijera
Kada je pre mnogo godina obukla dres sa državnim grbom na Trofeju Jugoslavije, Vesna nije mogla ni da pretpostavi da će 4 godine kasnije poneti priznanje najboljeg golmana planete. To joj je pripalo za briljantne odbrane na Olimpijadi u Moskvi, na kojoj su plave dame, i ako debitantkinje na najvećem amaterskom planetarnom skupu, osvojile srebrnu medalju. 
Sa 14 godina prvi put je obukla golmanski dres niškog drugoligaša DIN a nije ga skidala narednih 14 godina. Za to vreme je nanizala 650 drugoligaških i prvoligaških utakmica i čak 63 puta oblačila opremu najbolje YU selekcije i na svim utakmicama, po pravilu bila među najboljima. Vitka i visoka plavojka iz Niša sjajnih refleksa, podjednaka u odbrani niskih i visokih lopti, dobrih postavljanja pa je namah osvojila srca ljubitelja ovog olimpijskog sporta. Pojavom na golu vraćala je samopouzdanje saigračicama, a protivnicama ulivala strah u kosti prilikom svake intervencije. 
Vesna je po ugledu na Abaza Arslanagića prva dama koja je u modu uvela trenerke sa "mornarskim" nogavicama. Bila je obasuta ponudama drugih klubova, ali je ostala verna Nišu i svom klubu DIN-u, sada NAISA, gde je po završetku karijere medju stativama, nastavila da bude u klubu gde je dospela do direktorskog mesta na kome, zahvaljujući igračkom iskustvu, rejtingom koji je stekla u toku igračke karijere i završenim pravnim fakultetom, uspešno deluje i danas.

## Spoljašnje veze
- Vesna Milošević на сајту Sports-Reference.com (архивирано)